# Клан Мейтленд

Нашоломник клану Мейтленд.

Герб вождів клану Мейтленд.

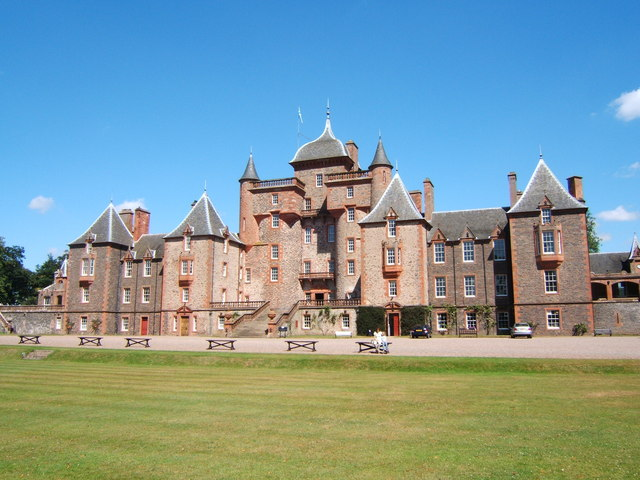
Замок Тірлестейн - резиденція вождів клану Мейтленд. Замок перебудований у ренесансний палац у XVII столітті.

Клан Мейтленд (шотл. - Clan Maitland) - один з кланів рівнинної частини Шотландії - Лоулендсу. 
Гасло клану: Consilio et animis - Мудрість і мужність (лат.)
Вождь клану: Його високо поважність Ян Мейтленд (шотл. - Ian Maitland) - XVIII лорд Лавдердейл, віконт Лавдердейл, лорд Мейтленд Тірлестейн, віконт Мейтленд, лорд Тірлестейн і Болтаун, XIV баронет Мейтленд
Резиденція вождя клану: Замок Тірлестейн
Союзні клани: Сетон, Кемпбелл
Ворожі клани: Гордон

## Історія клану Мейтленд

### Походження клану Мейтленд
Назва клану норманського походження і в давні часи писалася як Mautalent, Matulant, Matalan - Мавталент, Матулант, Маталан та ін. варіанти. Це слово можна перекласти з норманського як «злий геній». Можливо, засновник клану Мейтленд походить від одного з сподвижників Вільгельма Завойовника, що після завоювання Англії поселився в Нортумберленді. Назва клану у своєму давньому написанні зустрічається у давніх грамотах щодо земельних пожалувань. Є різні припущення щодо значень цієї назви. Є припущення, що воно означає «бідний розум» або «поганий талант». Історик Олександр Нісбет припускає, що назва походить від латинського mutilatus in bello, що означало «покалічений на війні». 
Під час правління короля Шотландії Олександра III, сер Річард Матулант придбав землі Тірлестон (гел. - Thirleston), Блайт та Геддервік (гел. - Hedderwick). Він став одним з найзначніших баронів в Шотландському Прикордонні. Він отримав у власність землі Тірлестейн (гел. - Thirlestane) в результаті шлюбу з Авіцією - спадкоємицею Томаса де Тірлестейна. 

### XIV століття - війна за незалежність Шотландії
Сер Вільям Мейтленд де Тірлестейн підтримав Роберта Брюса в боротьбі за незалежність Шотландії і брав участь у переможній битві під Баннокберн у 1314 році. Його син - сер Роберт Мейтленд успадкував землі свого батька, а також отримав королівську грамоту на володіння земліми Летерінгтон біля Хаддінгтона від сера Джона Гіффорда у 1345 році. Він пережив трьох синів: Джона, Вільяма і Роберта. Роберт був родоначальником гілки клану Мейтленд в Абердинширі, старша лінія якої жила в Балгарді біля Інверурі. Нащадки Вільяма були відомі як Летерінгтони. Старший син Джон брав участь у змовах Джорджа Данбар I - графа Марч, що був його родичем. 
Роберт Мейтланд здав замок Данбар графу Дугласу і в результаті цього втік від участі в загибелі свого дядька, Джона. Спадкоємець сера Роберта Мейтленда - Вільям Мейтленд Летерінгтон отримав королівську грамоту, що підтверджувала його право на володіння землями Блайт, Геддервік та Толлус. 

### XVI століття - англо-шотландські війни
Парвнук Вільяма Мейтленда був убитий в битві під Флодден у 1513 році. Спадкоємець лицаря Мейтленда, що був убитий під Флодден - сер Річард Мейтленд був призначений суддею і лорд-охоронцем королівської печатки Шотландії.
Сер Річард Мейтленд мав синів. Старший син - Вільям Мейтленд ввійшов в історію Шотландії як секретар Летерінгтон. Він був довіреною особою королеви Шотландії Марії Стюарт. Його підозрюють (і не безпідставно) у причетності до вбивства Річчі, що був секретарем Марії Стюарт, хоча його помилували і дозволили повернутися з вигнання через рік. Він підтримав шлюб Марії Стюарт з Джеймсом Хепберном - IV графом Босуелл, але пізніше він приєднався до вождів шотландських кланів, які виступали проти королеви в битві під Карбкеррі-Хілл, а також в битві під Лангсайд. Мейтленд був присутній на коронації немовляти Джеймса VI в 1567 році, але зберіг в таємниці спілкування з королевою під час її втечі з замку Лох-Левен. У результаті Мейтленд був оголошений зрадником постановою парламенту в червні 1573 року. Його син помер, не залишивши нащадків і йому успадкував його брат - Джон Мейтленд - І лорд Мейтленда Тірлестейн. Сер Джон Мейтленд отримав титул І лорда Тірлестейн і одружився зі спадкоємицею лорда Флемінга. Він був лорд-камергером Шотландії під час правління королеви Марія Стюарт, а його син отримав титул І графа Лодердейла. Його сестра - Енн вийшла заміж за Роберта - лорда Сетон - сина І графа Вінтона. Через часті шлюби з людьми з кланів Флемінг і Сетон клан Мейтленд був лояльним прихильником королеви Марії І Стюарт, навіть тоді, коли влада вислизнула з її рук. 

### XVII століття - громадянська війна на Британських островах
Єдиний син вождя клану - Джон Мейтленд - І лорд Мейтленд Тірлестейн отримав титул І графа граф Лодердейла у 1616 році. Джон Мейтленд - І граф Лодердейл очолював Раду Шотландії і був головою Верховного суду Шотландії. Його син - Джон Мейтленд - II граф Лодердейл отримав титул герцога Лодердейла у 1672 році. Він був роялістом і боровся за короля Англії та Шотландії Карла II, брав участь у битві під Вустер у 1651 році, де він потрапив у полон і був ув'язнений в лондонському Тауері протягом 9 років. Після реставрації монархії він став одним з найвпливовіших людей в Шотландії і отримав титул герцога в 1672 році.  Але він був першим і останнім герцогом Лодердейл. Герцог використовував сера Вільяма Брюса для перетворення свого замку Тірлестейн у ренесансний палац.

### XVIII століття - повстання якобітів
У 1745 році спалахнуло в Шотландії чергове повстання якобітів. «Новий самозванець» Чарльз Едвард Стюарт перебував у палаці Тірлестейн, його армія отаборилася біля палацу на землях клану Мейтленд після битви під Престонпанс. Але клан Мейтленд не фігурував серед кланів, що були прихильниками якобітів і в результаті цього клан уникнув конфіскації земель, маєтків та майна на відміну від інших шотландських кланів. 

### ХІХ століття - наполеонівські війни
Під час битви під Ватерлоо генерал сер Перегрін Мейтленд командував гвардійським піхотним полком. Наполеон пізніше здався капітану королівського військово-морського флоту Великої Британії Фредеріку Мейтленду. 

## Замки клану Мейтленд
- Замок Тірлестейн (шотл. - Thirlestane Castle ) - резиденція вождів клану Мейтленд.
- Замок Тіббер (шотл. - Tibber Castle) - замок отримав у володіння 23 серпня 1369 року Джон Мейтленд Тірлестейн від графа Марч, чия сестра Агнеса одружилася з Джоном Мейтлендом в цей час. Їх син - сер Роберт Мейтленд отримав від короля грамоту на володіння землями біля замку.
- Замок Леннокслав (шотл. - Lennoxlove Castle) - він же замок Летінгтон, до 1682 року не належав клану Мейтленд. Потім замок перейшов у власність клану Блантайн-Стюарт, сьогодні належить герцогам Гамілльтон з 1946 року.